# Bienenfarm
Bienenfarm ist ein Wohnplatz im Ortsteil Selbelang der Gemeinde Paulinenaue im Landkreis Havelland im Land Brandenburg.

## Geografische Lage
Der Wohnplatz liegt rund zwei Kilometer südwestlich des Gemeindezentrums. Westlich liegt der Flugplatz Bienenfarm, südlich der weitere Wohnplatz Kamerun sowie im Südwesten der Wohnplatz Rother Husar. Im Norden verläuft die Bahnstrecke Berlin–Hamburg, weiter nördlich fließt der Große Havelländische Hauptkanal an Bienenfarm vorbei.

## Geschichte
In Selbelang erschien im Jahr 1800 ein Förster, der 1100 Morgen Holz bewirtschaftete. Er wohnte in einem Forsthaus, das 1833 zum Gut Selbelang gehörte und „beim Lindholz“ gelegen war. Es wurde im Jahr 1860 als Selbelangsches Jägerhaus bezeichnet und erschien erstmals urkundlich im Jahr 1863 als Forsthaus Binnenfarm in einem Amtsblatt der Regierung Potsdam. Dort lebten im Jahr 1925 insgesamt 68 Personen. Die Gemeinde Selbelang und der Gutsbezirk Selbelang wurden 1928 mit der Gemeinde und dem Gutsbezirk Retzow unter dem Namen Retzow vereinigt und nach 1945 wieder als selbstständige Landgemeinde geführt. Bienenfarm kam im Zuge dieser Veränderung zu Selbelang und wurde im Jahr 1957 als dorthin zugehöriger Wohnplatz geführt. Mit der Gemeindegebietsreform 2003 gelangte Bienenfarm zur Gemeinde Paulinenaue.